# بارني بروكس
بارني بروكس (بالإنجليزية: Barney Brooks)‏ هو جراح أمريكي، ولد في 17 ديسمبر 1884، وتوفي في 30 مارس 1952.